# Bibione
Bibione (Bibion in veneto e in friulano) è una frazione del comune di San Michele al Tagliamento.

## Geografia fisica
Bibione è un'isola, circondata dal fiume Tagliamento a est, dalla Litoranea Veneta a nord, dalla Laguna dei Lovi ad ovest e che si affaccia sul Mare Adriatico a sud. All'estremità settentrionale troviamo la Valgrande e la Vallesina, aree lagunari di proprietà privata con acque a bassa salinità dove viene praticato l'allevamento estensivo di alcune specie di pesci come anguilla, orata e branzino. A est, presso il Faro di Punta Tagliamento, troviamo le foci del fiume Tagliamento e una vasta area di boschi e praterie tra le dune. A ovest troviamo invece l'approdo turistico di Porto Baseleghe, sulla Laguna dei Lovi.
La sua conformazione fisico-geografica ha permesso la realizzazione di numerose piste ciclabili all'interno sia della città che delle pinete, che vanno a collegarsi a dei percorsi ciclabili lungo tutta l'area rurale esterna di Bibione fino ad arrivare alla vecchia cartiera restaurata di Villanova della Cartera. Percorsi che hanno fatto sì che numerose competizioni ciclistiche vengano tutti gli anni tenute proprio a Bibione.

## Storia
Approssimativamente nell'anno 1000 i terreni e i territori dell'isola di Bibione vengono assegnati ai vescovi della vicina Concordia. Con la Repubblica di Venezia, le acque lagunari passano sotto la sua giurisdizione e Bibione attraversa svariati secoli di abbandono, tornando terra di pescatori e di animali selvatici. Nel 1866 l'appena nato Regno d'Italia avvia un lavoro di bonifica dei terreni paludosi, volta a rendere anche più salubre quest'acqua acquitrinosa e malarica. 
Agli inizi del XX secolo viene costituito il Consorzio che intraprende imponenti opere di arginatura e canalizzazione delle acque nella zona del fiume Tagliamento, opere che vengono concluse intorno al 1930, con il risanamento di oltre 10 000 ettari di superficie. Assieme alla bonifica, viene sviluppata anche la viabilità e Bibione viene collegata alle reti elettrica e idrica. Nel 1956 inizia lo sviluppo turistico di Bibione con le prime costruzioni alberghiere e lo sviluppo dell'area balneare. Nello stesso periodo, nella zona est di Bibione, si insediano diverse famiglie di profughi giuliano-dalmati.
Nel 1956 iniziarono i primi lavori per trasformare Bibione in area turistica. La creazione dei primi hotel e negozi porterà l'isola alla destra del Tagliamento, nell'arco di 50 anni, a diventare un'importante località turistica per famiglie. Con circa 2 600 abitanti, è il secondo centro abitato più popoloso del comune dopo il capoluogo. Dal 1961 Bibione è citata nell'annuario del Touring Club.
Nel 2006, esattamente 50 anni dopo il lancio turistico di Bibione, vengono presentate varie iniziative per festeggiare la ricorrenza tra le quali la creazione di una mascotte, un granchio sorridente.
Nel 2007 apre un servizio spiaggia dedicato ai cani chiamato "La Spiaggia di Pluto", premiata dal Ministero del turismo nel 2010 come "miglior spiaggia per cani" durante il concorso Turisti a 4 zampe.
Nel 2009 la sua spiaggia era la seconda in Italia dopo quella di Rimini per numero di presenze (circa 6 milioni). Dal 2019, la prima spiaggia "senza fumo" d'Italia.
Bibione ha ottenuto per ventiquattro volte la Bandiera Blu istituita dalla Foundation for Environmental Education (FEE) ed è stato il primo sito turistico in Europa ad aver ottenuto la Certificazione Ambientale EMAS.

## Le terme
Le terme di Bibione, nate nel 1996, sono riconosciute dal Ministero della sanità e convenzionate con il Servizio Sanitario Nazionale. Ad una profondità di oltre 400 metri, viene prelevata acqua minerale ipertermale alcalino bicarbonato sodica fluorata ad una temperatura di 52 °C (che arriva allo stabilimento termale a 47 °C e dove viene raffreddata a 32 °C), particolarmente indicata per la fangobalneoterapia, per cure inalatorie e per la riabilitazione vascolare. L'ultimo reparto delle terme, aperto nel 2005, si occupa di idrochinesi, cioè della riabilitazione in acqua termale per patologie neurologiche e ortopediche. 
Alle terme di Bibione si possono anche praticare l'idromassaggio a temperature differenziate, il nuoto controcorrente, la cromoterapia.

## Porto Baseleghe
Porto Baseleghe è il porto di Bibione. Si trova sulla riva orientale del Canale dei Lovi, e vi si accede dall'omonima laguna tramite un canale delimitato da bricole che è parte della Litoranea Veneta, l'idrovia che collega il Po con la laguna di Venezia sino a Monfalcone.
La darsena è ampia 800 metri e dispone di 8 pontili e 2 banchine per un totale di 400 posti barca. È gestito dalla società Bibione Mare SpA.
Vi è inoltre un servizio di noleggio imbarcazioni, attivato dal 2010. Vengono noleggiati 12 fuoribordo per svariate esigenze, come escursioni e pesca. Il servizio è limitato alla stagione turistica.
È presente anche uno Yachting Club, aperto al pubblico.
Il porto espleta anche servizio viaggiatori con le seguenti linee marittime:
- Bibione - Vallevecchia - Caorle

## Geografia antropica
La località di Bibione è suddivisa in 5 aree che sono, a partire dalla punta del faro:
- Lido dei Pini, che comprende tutta la zona a est di Corso del Sole - Piazzale Zenith
- Bibione Spiaggia, che comprende il centro della città, dal Corso del Sole - Piazzale Zenith fino alle Terme
- Lido del Sole, fra le Terme e Bosco Canoro
- Bosco Canoro, che divide Lido del Sole e Bibione Pineda
- Bibione Pineda, nella zona più a ovest.

## Lingue e dialetti
A differenza del capoluogo comunale, dove accanto alla lingua italiana la popolazione utilizza il friulano, a Bibione è parlato anche il veneto. La maggior parte del personale delle attività pubbliche parla anche il tedesco e l'inglese.

## Infrastrutture e trasporti
I trasporti urbani e interurbani di Bibione vengono svolti con autoservizi di linea gestiti da ATVO, nel periodo estivo sono presenti collegamenti di ATAP per Pordenone-Aviano e di TPL FVG per Lignano.
Dall'estate del 2018 è attivo un servizio pubblico di attraversamento Bibione-Lignano tramite un traghetto ciclopedonale sul fiume Tagliamento e più precisamente tra il faro di Bibione e il porto di Marina Uno a Lignano.
Nell'estate del 2020 è stato avviato il collegamento via barca con trasporto biciclette Bibione-Vallevecchia, prolungato fino a Caorle a partire dal 2021.
Bibione non dispone di una propria stazione ferroviaria, ma è servito dalla Stazione di Latisana-Lignano-Bibione, situata a Latisana in provincia di Udine, raggiungibile dalla cittadina con servizio pullman. Negli ultimi anni però la stazione di Portogruaro sta assumendo più importanza come riferimento per Bibione, dato che a Portogruaro, a differenza di Latisana, fermano anche i treni a lunga percorrenza Frecciarossa e Frecciargento di Trenitalia.
Esiste anche un servizio diretto di autobus che collega Bibione all'aeroporto "Marco Polo" di Venezia.
Bibione è collegata all'entroterra dalla Strada Regionale 74 San Michele al Tagliamento-Bibione.

## Sport
Bibione è stata sede di arrivo di tappa del Giro d'Italia, la prima nel 1971, l'ultima nel 2016.
- 1971 14ª tappa Chioggia-Bibione, vinta da Patrick Sercu;
- 1981 tappa 1ªa Trieste-Bibione, vinta da Guido Bontempi;
- 1981 tappa 1ªb Lignano Sabbiadoro-Bibione, (cron. a squadre) vinta da Hoonved;
- 1994 11ª tappa Marostica-Bibione, vinta da Ján Svorada;
- 2000 11ª tappa Lignano Sabbiadoro-Bibione, (cron. individuale) vinta da Víctor Hugo Peña.
- 2016 12ª tappa Noale-Bibione, vinta da André Greipel.

## Galleria d'immagini

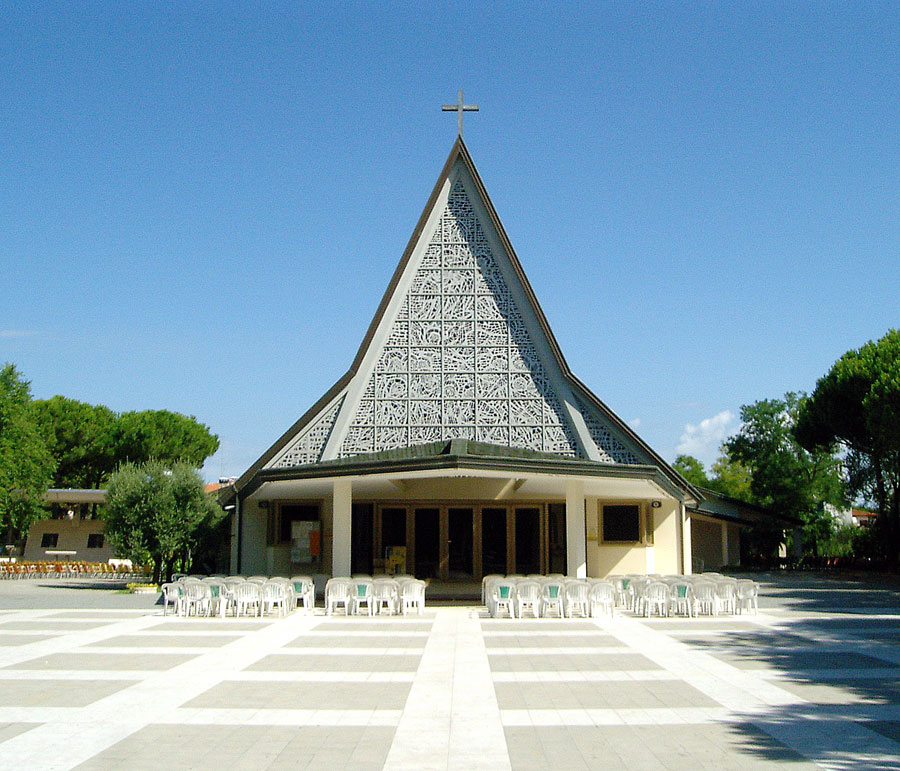
La chiesa parrocchiale di Santa Maria Assunta
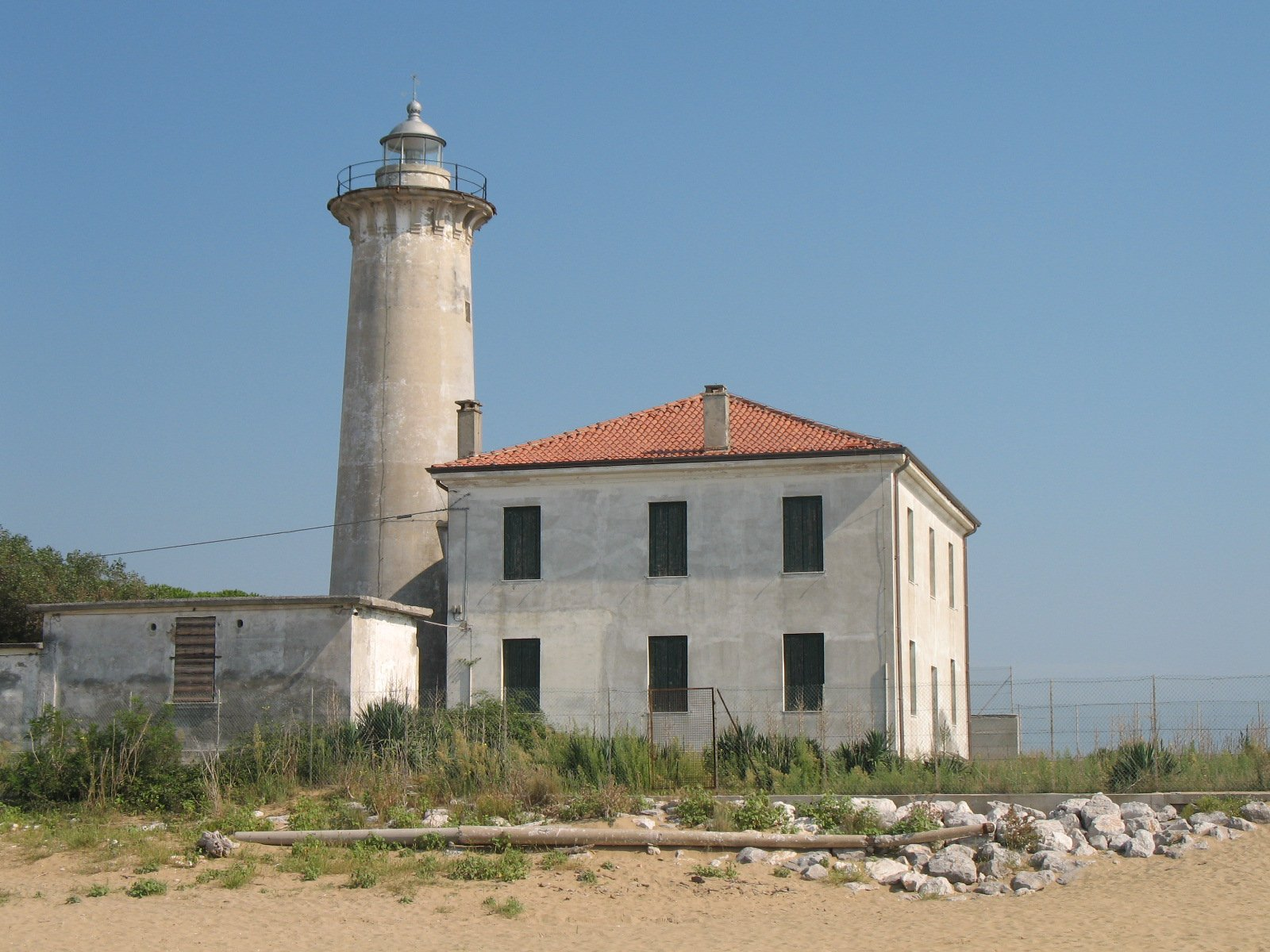
Il faro di Bibione, prima dei lavori di ristrutturazione del 2015